# Almedin Čiva
Almedin Čiva [⁠t͡ʃ⁠i⁠⁠ʋ⁠a⁠] (* 27. April 1972 in Breza, SR Bosnien und Herzegowina, SFR Jugoslawien) ist ein ehemaliger bosnisch-herzegowinischer Fußballspieler und heutiger Fußballtrainer.

## Leben
Čiva trat unter anderem als Zweitligaspieler von Tennis Borussia Berlin, KFC Uerdingen 05 und SV Babelsberg 03 in Erscheinung. Von Januar 2008 an stand er erneut beim SV Babelsberg 03 unter Vertrag, mit dem er in der Saison 2009/10 als Meister der Regionalliga Nord in die 3. Liga aufstieg. Mit 40 Jahren war er in der Saison 11/12 der älteste Spieler der drei höchsten deutschen Fußballligen und hat am 16. Dezember 2011 im Drittligaspiel gegen den SSV Jahn Regensburg sein 250. Punktspiel für den SV Babelsberg absolviert. Zum Ende der Saison 2011/12 beendete Čiva seine aktive Fußballlaufbahn.
Čiva ist seit 2009 Inhaber einer Trainer-A-Lizenz und wurde am 1. Januar 2013 Nachwuchsleiter Sport beim SV Babelsberg 03. Am 9. April desselben Jahres übernahm er als Nachfolger des entlassenen Christian Benbennek das Training der Babelsberger Drittliga-Mannschaft. Aufgrund der für die 3. Liga nicht ausreichenden Lizenz wurde am 29. April Dieter Timme als neuer Trainer verpflichtet; Civa blieb weiterhin Mitglied des Trainerstabes.
Am 1. Juli 2013 wurde er beim SV Babelsberg als Sportlicher Leiter tätig. Am 1. Juli 2017 übernahm er zusätzlich  die Position als Chef-Trainer. Im September 2018 informierte Almedin Civa den Vorstand des SV Babelsberg 03, dass er seinen auslaufenden Vertrag nicht verlängern und nach 20 Jahren den Verein verlassen werde. Am 12. Mai 2019 stand er als Trainer zum letzten Mal in einem Heimspiel an der Seitenlinie. Civa wurde danach von der Stadt Potsdam mit dem Eintrag ins goldene Buch der Stadt geehrt.
Vom 1. Juli 2020 bis 19. Februar 2024 war er als Trainer und Sportdirektor beim Regionalligisten 1. FC Lokomotive Leipzig tätig und gewann mit den Sachsen 2021 und 2023 den sächsischen Landespokal, wodurch die Qualifikation zum DFB-Pokal gelang.

## Erfolge
- Aufstieg in die 2. Bundesliga: 1993 mit Tennis Borussia Berlin und 2001 mit dem SV Babelsberg 03
- Aufstieg in die zweigleisige Regionalliga: 2000 mit dem SV Babelsberg 03
- Aufstieg in die 3. Liga 2010 mit dem SV Babelsberg 03
- Landespokalsieger Berlin: 1993, 1995 und 1996 mit Tennis Borussia Berlin und 1997 mit den Reinickendorfer Füchsen
- Landespokalsieger Brandenburg: 2000, 2008, 2009, 2011 und 2016 (als Sportlicher Leiter) mit dem SV Babelsberg 03
- Landespokalsieger Sachsen: 2021 und 2023 (als Trainer und Sportdirektor) mit dem 1. FC Lokomotive Leipzig